# Bagienice Małe (Mrągowo)
Bagienice Małe [baɡʲɛˈnit͡sɛ ˈmawɛ] (deutsch Klein Bagnowen, 1929–1945 Bruchwalde) ist ein Dorf in der polnischen Woiwodschaft Ermland-Masuren und gehört zur Gmina Mrągowo (Landgemeinde Sensburg) im Powiat Mrągowski (Kreis Sensburg).

## Geographische Lage
Bagienice Małe liegt mitten in der Woiwodschaft Ermland-Masuren, fünf Kilometer westlich der Kreisstadt Mrągowo (deutsch Sensburg).

## Geschichte
Bei dem vor 1785 Bagenicze und bis 1929 Klein Bagnowen genannten Ort handelt es sich um ein weit gestreutes Dorf., 1785 wurde es als adliges Dorf mit sieben Feuerstellen erwähnt. Zwischen 1874 und 1945 war Klein Bagnowen in den Amtsbezirk Bagnowen (polnisch Bagienice) eingegliedert der – 1938 in „Amtsbezirk Althöfen“ umbenannt – zum Kreis Sensburg im Regierungsbezirk Gumbinnen (ab 1905 Regierungsbezirk Allenstein) in der preußischen Provinz Ostpreußen gehörte. 
Aufgrund der Bestimmungen des Versailler Vertrags stimmte die Bevölkerung in den Volksabstimmungen in Ost- und Westpreussen am 11. Juli 1920 über die weitere staatliche Zugehörigkeit zu Ostpreußen (und damit zu Deutschland) oder den Anschluss an Polen ab. In Klein Bagnowen stimmten 200 Einwohner für den Verbleib bei Ostpreußen, auf Polen entfielen keine Stimmen. Am 15. Juni 1929 wurde Klein Bagnowen in „Bruchwalde“ umbenannt.
1945 kam das Dorf in Kriegsfolge mit dem gesamten südlichen Ostpreußen zu Polen und erhielt die polnische Namensform „Bagienice Małe“. Heute ist es Sitz eines Schulzenamtes (polnisch Sołectwo) und als solches eine Ortschaft im Verbund der Gmina Mrągowo (Landgemeinde Sensburg) im Powiat Mrągowski (Kreis Sensburg), bis 1998 der Woiwodschaft Olsztyn (Allenstein), seither der Woiwodschaft Ermland-Masuren zugehörig.

### Entwicklung der Einwohnerzahl
| Jahr | Anzahl |
| ---- | ------ |
| 1867 | 253    |
| 1885 | 299    |
| 1905 | 233    |
| 1910 | 231    |
| 1933 | 304    |
| 1939 | 276    |
| 2011 | 212    |

## Kirche
Bis 1945 war Klein Bagnowen resp. Bruchwalde evangelischer- wie katholischerseits nach Sensburg eingepfarrt, zugehörig zur Kirchenprovinz Ostpreußen der Evangelischen Kirche der Altpreußischen Union bzw. zum damaligen Bistum Ermland. Auch heute besteht der kirchliche Bezug zur Kreisstadt, die nun allerdings zur Diözese Masuren der Evangelisch-Augsburgischen Kirche in Polen bzw. zum heutigen Erzbistum Ermland in der polnischen katholischen Kirche gehört.

## Verkehr
Bagienice Małe liegt nördlich der polnischen Landesstraße 16 (einstige deutsche Reichsstraße 127) und ist von Bagienice (Alt Bagnowen, 1938–1945 Althöfen) bzw. Marcinkowo (Mertinsdorf) aus auf Nebenstraßen erreichbar. Eine Anbindung an das Schienennetz besteht nicht.